# 최재영 (야구인)
최재영(崔宰榮, 1971년 8월 5일 ~ )은 전 KBO 리그 해태 타이거즈의 야구 선수인 투수이며, 현 모교인 광주진흥고등학교 야구부 감독이었으며, kt 위즈 스카우트 파트장, 운영팀 팀장이다. 

## 출신학교
- 광주진흥고등학교
- 단국대학교 (1990학번)